# Рифет Бахтијарагић
Рифет Бахтијарагић (Петровац, 7. јануар 1946) јесте југословенски, босанскохерцеговачки и канадски књижевник, романсијер и пјесник, те југословенски и босанскохерцеговачки новинар.

## Животопис
Рифет Бахтијарагић је рођен 7. јануара 1946. године у Петровцу, од оца Омера. Одрастао је у Петровцу, у вишечланој породици, са оцем, мајком, четири сестре и три брата. У Петровцу је завршио осмогодишњу школу. Године 1961. уписује Гимназију „Радивој Родић“ у Петровцу, као 2. генерација гимназијалаца, скупа са Милованом Керкезом и Чедом Вржином. Након завршене гимназије уписује и завршава Филозофски факултет у Сарајеву.
По завршеном факултету, запошљава се као новинар у сарајевском листу Ослобођење и ради у овом листу до 1971. Године 1971. са породицом прелази у Бихаћ, гдје ради као новинар, професор и економиста. До 1976. године радио је као специјалиста за финансирање економског развоја и међународни платни промет у регионалној банци Привредне банке Сарајево у Бихаћу. Године 1976. Централа Привредне банке Сарајево га шаље у Париз на мјесто руководиоца свог центра за франкофонске земље. По повратку у Бихаћ, 1980. године, ради за исту банку, а затим се запошљава и у Прехрамбеном Комбинату "Крајина". Ту оснива Интерну банку Комбината "Крајина", а потом и Регионалну велетрговачку кућу. Пред сам рат у Босни и Херцеговини, у Петровцу отвара предузеће за домаћу и спољну трговину "Њу трејд". У овом периоду Рифет је издао двије књиге поезије 1972. и 1982. године.
Почетком рата у Босни и Херцеговини, у прољеће 1992. године, Рифет Бахтијарагић формира Грађански форум, који није имао значајнијег успјеха. Крајем јуна 1992. одлази у Штутгарт, одакле 1994. године одлази у Канаду и настањује се у Ванкувер. У периоду послије рата издао је више књига прозе и поезије. Што се тиче његовог прозног стваралаштва, оно обухвата романе.
Рифет Бахтијарагић, из два брака, има четворо дјеце: синове Минка и Ириса, и ћерке Ирмину и Бланку. Са породицом живи у Ванкуверу.